# Jean-Frédéric II de Saxe
Jean-Frédéric II, né le 8 janvier 1529 à Torgau et mort le 9 mai 1595 en prison à Steyr, est un prince de la maison de Wettin, fils de l'électeur Jean-Frédéric Ier de Saxe et de Sibylle de Clèves. Issu de la branche ernestine des Wettin, il est souverain du duché de Saxe — son père ayant été privé de la dignité électorale en 1547) de 1554 jusqu'à sa destitution en 1566. 

## Famille
Jean-Frédéric II est le fils ainé d'électeur Jean-Frédéric Ier de Saxe (1503-1554) et de Sibylle (1512-1554), fille du duc Jean III de Clèves. Son père, l'un des grands protecteurs de Luther et de la Réforme protestante, est le dernier électeur de Saxe de la branche ernestine des Wettin, régnant de 1532 jusqu'à la perte de la dignité électorale en 1547. À la suite de la capitulation de Wittemberg, il règne seulement sur le duché ernestin de Saxe en Thuringe jusqu'à sa mort.

## Règne

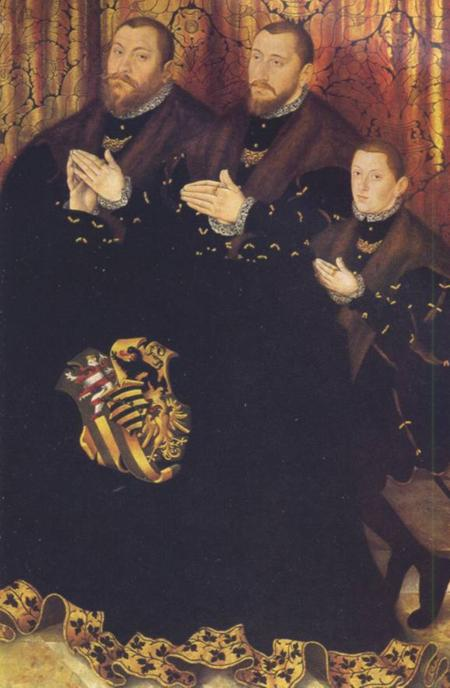
Jean-Frédéric II et ses frères, tableau de Lucas Cranach le Jeune (1555).

Après la défaite de la ligue de Smalkalde à la bataille de Muehlberg et l'emprisonnement de leur père, Jean-Frédéric II, âgé de dix-huit ans, et ses frères cadets Jean-Guillaume (1530-1573) et Jean-Frédéric III (1538-1565) doivent se retirer dans les pays ernestins. Finalement, ils se soumettent à l'empereur Charles Quint et, après la mort de Jean-Frédéric Ier en 1554, obtiennent le duché saxon en fief d'Empire. 
Au début, ils règnent conjointement ; à la suite du décès de Jean-Frédéric III, ses frères ainés conviennent d'un partage de leurs territoires et Jean-Frédéric II déplace sa résidence à Gotha. Pendant un certain temps, il est officiellement au service du roi Henri II de France qui le soutient financièrement.
L'espoir de récupérer l'électorat de Saxe finit par lui être fatal. Il s'allie au chevalier franconien Wilhelm von Grumbach (de) qui, proscrit en raison d'infraction contre la paix perpétuelle dans une querelle avec le prince-évêque Melchior Zobel von Giebelstadt, s'est réfugié après de lui. Lorsque le duc échafaudait des plans pour une collaboration, la diète d'Augsbourg le somme de livrer Grumbach (12 août 1566), puis devant son refus, il est lui-même proscrit le 12 décembre 1566 par l'empereur Maximilien II.
Le 8 janvier 1567, l'électeur Auguste de Saxe, chargé d'exécuter la sentence, le fait assiéger dans son château de Gotha où il s'est enfermé avec ses partisans. Ils capitulent le 13 avril. Grumbach et le chancelier de Jean-Frédéric sont écartelés le 18 avril. Jean-Frédéric est fait prisonnier par son cousin Auguste à Dresde. Transféré à Vienne, il est condamné par l'empereur Maximilien II de Habsbourg à la prison à vie et enfermé au château de Wiener Neustadt le 27 juin. À partir de 1572, son épouse Élisabeth du Palatinat (1540-1594) y vit avec lui ; elle essaie d'obtenir la liberté de son mari pendant plus de 20 ans, mais sans succès.

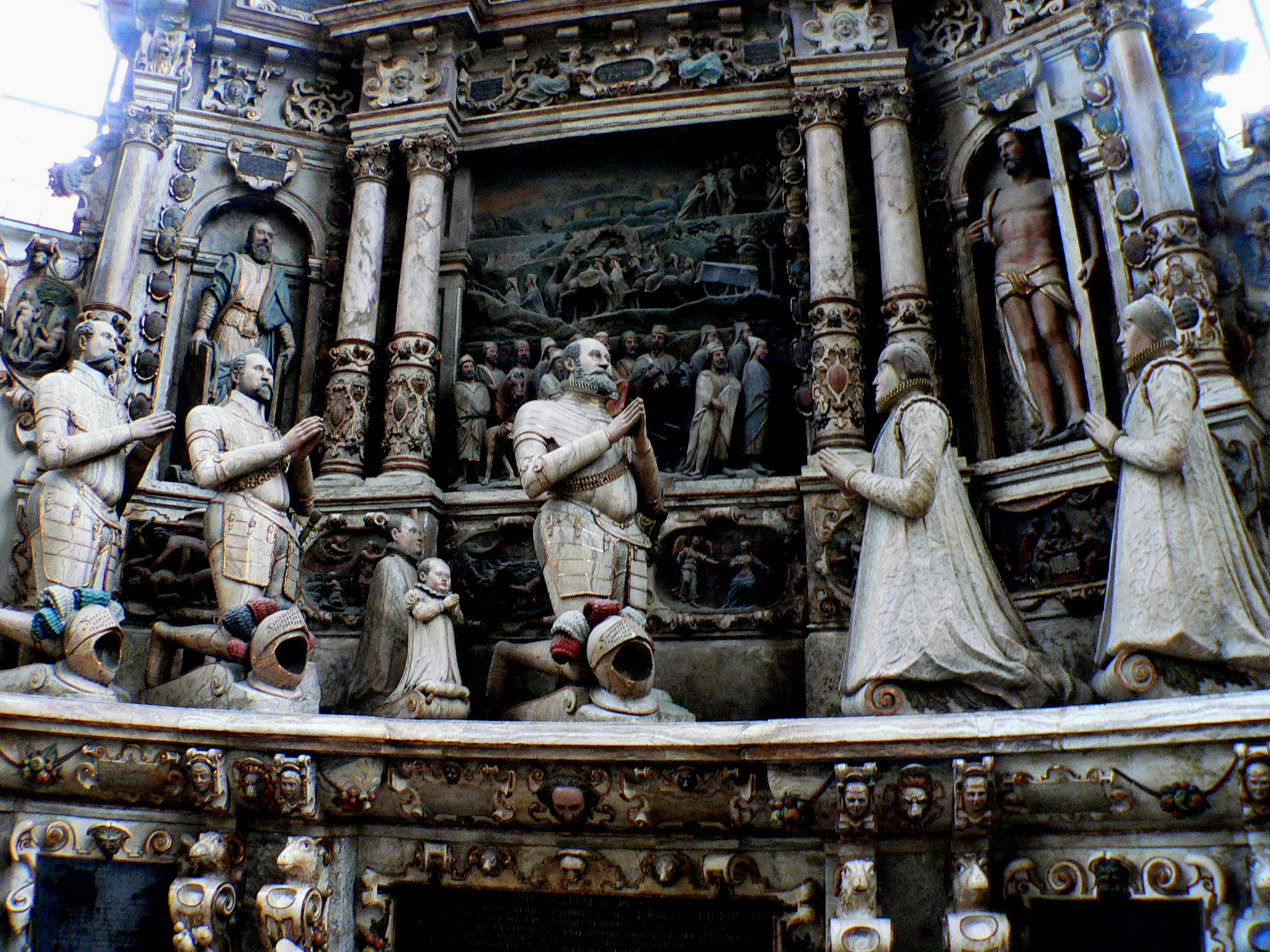
L'épitaphe à la mémoire de Jean-Frédéric II dans l'église Saint-Maurice de Cobourg.

Les séquelles de la Longue Guerre contre l'Empire ottoman obligent les Habsbourg à transférer Jean-Frédéric II au château de Steyr, où il meurt le 6 mai 1595. Par un acte de partage conclu à Erfurt le 6 novembre 1572, le duché ernestin est divisé pour restituer le duché de Saxe-Cobourg-Eisenach aux fils de Jean-Frédéric II, Jean-Casimir et Jean-Ernest.

## Mariage et descendance
Le 26 mai 1555 à Weimar, Jean-Frédéric II épouse Agnès, fille du landgrave Philippe Ier de Hesse et veuve de l'électeur Maurice de Saxe, qui est cependant décédée subitement le 4 novembre. Veuf, il épouse le 12 juin 1558 à Weimar Élisabeth (1540-1594), fille de l'électeur Frédéric III du Palatinat. Deux enfants sont issus de cette union :
- Jean-Casimir (1564-1633), duc de Saxe-Cobourg ;
- Jean-Ernest (1566-1638), duc de Saxe-Eisenach.